# Station Valkenswaard
Station Valkenswaard (Vkw) is een voormalig station aan de spoorlijn Winterslag - Eindhoven.
Het station werd geopend op 20 juli 1866 en gesloten op 5 november 1945. De verbinding liep van Eindhoven via Valkenswaard en Hasselt naar Luik. Valkenswaard had een station, maar in Eindhoven waren er twee. Ook in Gestel kon worden opgestapt. De lijn werd voornamelijk gebruikt voor goederenvervoer. Naar het vervoer van personen was minder vraag dan aanvankelijk was gedacht. In 1938 werd station Gestel dan ook gesloten. Nadat er helemaal gestopt was met personenvervoer reed er alleen nog twee keer per dag een trein naar de Philipsfabrieken en weer terug. Na de oorlog werd de lijn omgelegd via Geldrop, waardoor ook het station in Valkenswaard zijn functie verloor. Het stationsgebouw werd in 1962 gesloopt. Waar vroeger het spoor lag ligt tegenwoordig een drukke straat genaamd De Europalaan.